# James Luther Slayden

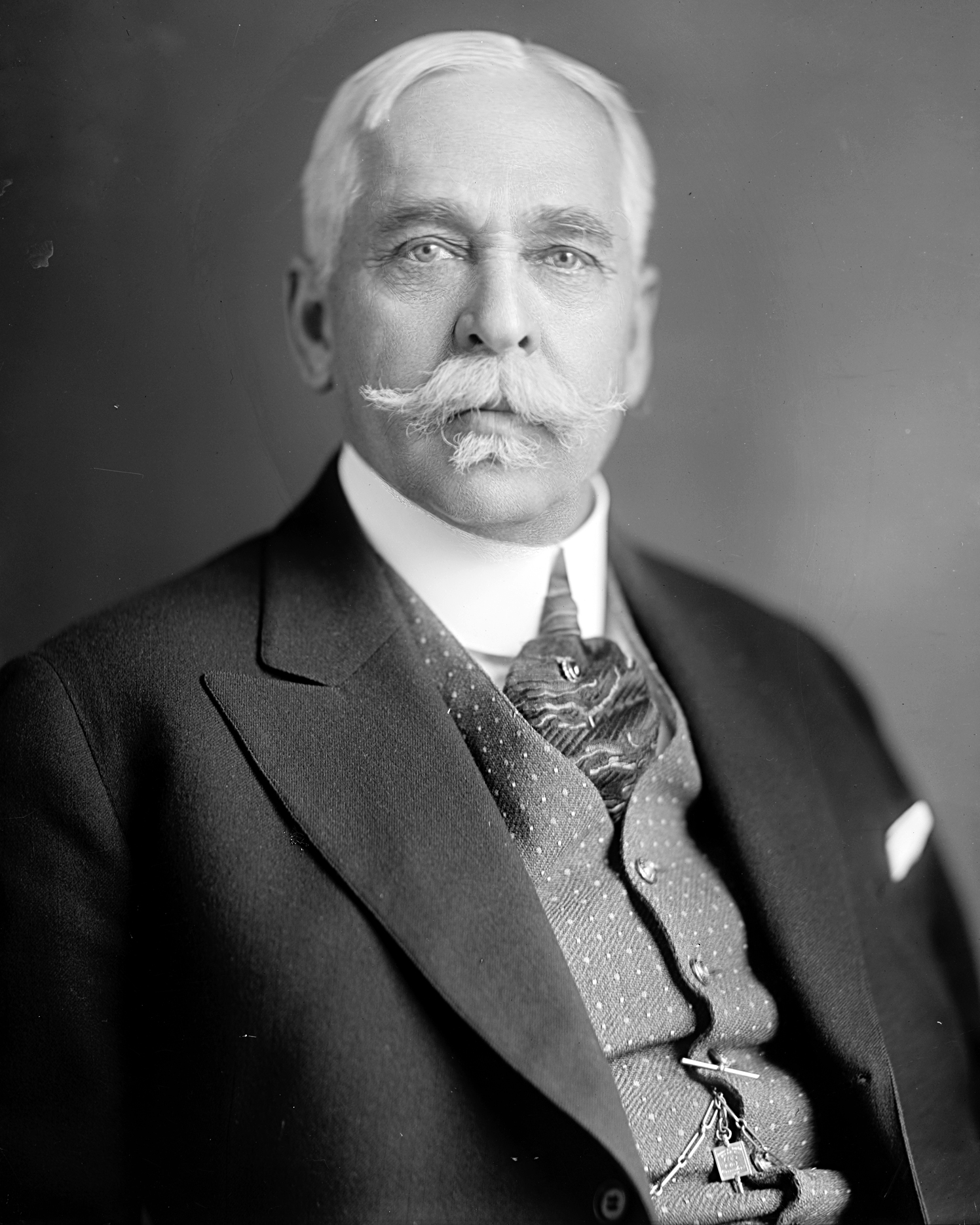
James Luther Slayden

James Luther Slayden (* 1. Juni 1853 in Mayfield, Kentucky; † 24. Februar 1924 in San Antonio, Texas) war ein US-amerikanischer Politiker. Zwischen 1897 und 1919 vertrat er den Bundesstaat Texas im US-Repräsentantenhaus.

## Werdegang
Nach dem Tod seines Vaters zog James Slayden im Jahr 1869 mit seiner Mutter nach New Orleans. Er besuchte die öffentlichen Schulen seiner jeweiligen Heimat. Danach studierte er an der Washington and Lee University in Lexington (Virginia). 1876 zog er nach San Antonio, wo er als Baumwollhändler und Rancharbeiter tätig war. Gleichzeitig begann er als Mitglied der Demokratischen Partei eine politische Laufbahn. Im Jahr 1892 saß er als Abgeordneter im Repräsentantenhaus von Texas. In der Folge arbeitete Slayden in der Landwirtschaft und im Bergbau. 1910 wurde er von Andrew Carnegie zum Kurator der Carnegie Endowment for International Peace ernannt. Für einige Jahre war Slayden auch Präsident der American Peace Society.
Bei den Kongresswahlen des Jahres 1896 wurde er im zwölften Wahlbezirk von Texas in das US-Repräsentantenhaus in Washington, D.C. gewählt, wo er am 4. März 1897 die Nachfolge von George H. Noonan antrat. Nach zehn Wiederwahlen konnte er bis zum 3. März 1919 elf Legislaturperioden im Kongress absolvieren. Seit 1903 vertrat er dort den damals neu eingerichteten 14. Distrikt seines Staates. In seine Zeit als Kongressabgeordneter fielen der Spanisch-Amerikanische Krieg von 1898 und der Erste Weltkrieg. Im Jahr 1913 wurden der 16. und der 17. Verfassungszusatz ratifiziert. 1918 verzichtete Slayden auf eine weitere Kandidatur.
Nach dem Ende seiner Zeit im US-Repräsentantenhaus bewirtschaftete er eine Obstplantage in Virginia. Außerdem besaß er eine Ranch in Texas und wurde in Mexiko im Bergbau tätig. James Slayden starb am 24. Februar 1924 in San Antonio, wo er auch beigesetzt wurde. Sein Neffe Maury Maverick (1895–1954) wurde ebenfalls Kongressabgeordneter.